# Franck Khalfoun
Franck Khalfoun (París, 9 de març de 1968) és un director de cinema i guionista francès. Va treballar amb el director Alexandre Aja. És conegut per haver dirigit P2, Wrong Turn at Tahoe, Maniac, i Amityville: The Awakening. El 2019 va dirigir la pel·lícula de terror Prey. His upcoming film is the action-thriller film Entry Level.

## Filmografia

### Llargmetratges
| Any  | Títol                     | Credited as | Credited as | Credited as | Credited as | Credited as | Notes                            |
| Any  | Títol                     | Director    | Guionista   | Productor   | Editor      | Actor       | Notes                            |
| ---- | ------------------------- | ----------- | ----------- | ----------- | ----------- | ----------- | -------------------------------- |
| 1992 | Le Grand Pardon 2         |             |             |             |             | Sí          | role – Guardespatlles de Maurice |
| 2003 | Snowboarder               |             |             |             |             | Sí          | paper - X                        |
| 2003 | High Tension              |             |             |             |             | Sí          | paper - Jimmy                    |
| 2007 | P2                        | Sí          | Sí          |             |             | Sí          | paper - Newsman                  |
| 2009 | Wrong Turn at Tahoe       | Sí          |             |             |             |             |                                  |
| 2010 | Piranha                   |             |             |             |             | Sí          | paper - Deputy Green             |
| 2012 | Maniac                    | Sí          |             |             | Sí          |             |                                  |
| 2015 | i-Lived                   | Sí          | Sí          | Sí          | Sí          | Sí          | paper - Detectiu McQuee          |
| 2016 | Lowriders                 |             |             |             |             | Sí          | paper - Marc Ochs                |
| 2017 | Amityville: The Awakening | Sí          | Sí          |             |             |             |                                  |
| 2019 | Prey                      | Sí          | Sí          |             |             |             |                                  |
| 2023 | Night of the Hunted       | Sí          | Sí          |             |             |             |                                  |

### Altres treballs
| Any  | Títol                   | Acreditat com | Acreditat com | Acreditat com | Acreditat com | Acreditat com | Notes                            |
| Any  | Títol                   | Director      | Guionista     | Productor     | Editor        | Actor         | Notes                            |
| ---- | ----------------------- | ------------- | ------------- | ------------- | ------------- | ------------- | -------------------------------- |
| 1994 | The Eagle and the Horse |               |               |               |               | Sí            | Telefilm; paper - camioner       |
| 2014 | All Corrupt Everything  |               |               | Sí            | Sí            |               | curtmetratge; productor executiu |
| 2018 | Lifer                   | Sí            | Sí            |               |               |               | Minisèrie; episode credits TBC   |